# David Stirling
David Stirling, född 15 november 1915 nära Doune, död 4 november 1990, var en brittisk (skotsk) militär och grundare av Special Air Service (SAS).
Han anslöt sig till kommandostyrkorna och tjänstgjorde i Layforce i Mellersta östern. I juli 1941 lade han fram en plan för generalerna Ritchie och Auchinleck att upprätta en specialstyrka som skulle anfalla fientliga flygbaser. I december 1941 förstörde denna styrka, med Jalo som bas, 90 flygplan på två veckor. Därefter fick Stirling tillstånd att utvidga sitt förband ytterligare. Hos tyskarna var han känd som Spökmajoren.